# Wiehlův dům (Praha)
Wiehlův dům je označení pro novorenesanční dům na Václavském náměstí čp. 792 situovaný na nároží Václavského náměstí a Vodičkovy ulice. Dům si pro svou potřebu v letech 1894–96 postavil podle vlastního projektu významný český architekt 19. století Antonín Wiehl. Autory maleb na fasádě jsou Mikoláš Aleš a Josef Fanta. Dům byl postaven na pozemku po demolici původního objektu, který Wiehl odkoupil v roce 1894. Wiehl dům na Václavském náměstí odkázal ve své závěti České akademii věd a umění a podle přání Wiehla slouží od jeho smrti jako majetek Akademie věd České republiky potřebám nakladatelství Academia. Dům je zapsán v Ústředním seznamu kulturních památek České republiky.

## Popis
Wiehlův dům je jako nárožní situován na rohu Václavského náměstí a Vodičkovy ulice. Má čtyři patra, 4×11 okenních os, ozdobné střešní štíty a vikýře na sedlové střeše. Na hřebeni střechy je vížka s ochozem. Na průčelí do Vodičkovy ulice je portál. Omítky jsou většinou malované. Plastické prvky fasády jsou provedeny částečně ve štuku, částečně z pískovce. V krajní ose ve 2. a 4 patře arkýř spojený balkonem. V přízemí byly projektovány obchodní prostory, v 1. patře kavárna, v dalších patrech byty a kanceláře. Wiehlův dům patří k nejvýpravnějším novorenesančních domům v Praze.

### Malby, sgrafita a jejich autoři

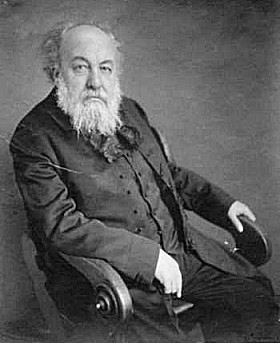
Mikoláš Aleš – autor figurálních maleb

Plocha a tematická šíře malířské výzdoby nemá mezi domy v Praze postavenými na konci 19. století obdobu. Návrh výtvarné výzdoby fasády a témata maleb si zpracoval Wiehl sám. Vycházel ze své koncepce „české“ renesance a určil plochy fasády pro výzdobu a její kompozici. Wiehl ve výzdobě domu ve stylu tzv. „mluvící architektury“ uplatnil svou sbírku průpovídek na historických stavbách. Vybral ty, které měl v oblibě jako nositele „vtipu, humoru, ironie, ale i moudrosti a morálky“. Podobné průpovídky jsou i na jiných domech, které navrhoval. Například na strážním domku u hrobky rodiny Daubkovy v Litni je na lomenici instruktivní heslo „NAPRZED VZADU OCI MEG LEPSI GEST ZDRZ HO, NEZ CHYT HO“. Malby pokrývají prakticky celé průčelí do náměstí a podstatnou plochu průčelí do Vodičkovy ulice. Malby nezasahují pouze výkladce v přízemí a část prvního patra. Autorem ornamentální výzdoby je Josef Fanta. Figurální výzdoba byla realizována podle návrhu Mikoláše Alše. Malby na domě podle těchto návrhů provedli malíři Láďa Novák a A.Hofbauer, kterým asistovali František Urban a Vilém Trsek.
Malířská výzdoba domu je velmi bohatá. Obsahuje ornamenty, kartuše, masky, hermovky, nádoby, florální dekor, ovocné festony, stuhy v českých národních barvách. Jsou zastoupeny nahé figury v typických michelangelovských pózách a děti s hudebními nástroji.
V posledním patře průčelí do Václavského náměstí jsou vymalovány mezi okny alegorie ctností, ve štítu ve Vodičkově ulici jsou vymalováni amorci, štíty a symboly Dne a Noci a pod korunní římsou masky Války a Míru.

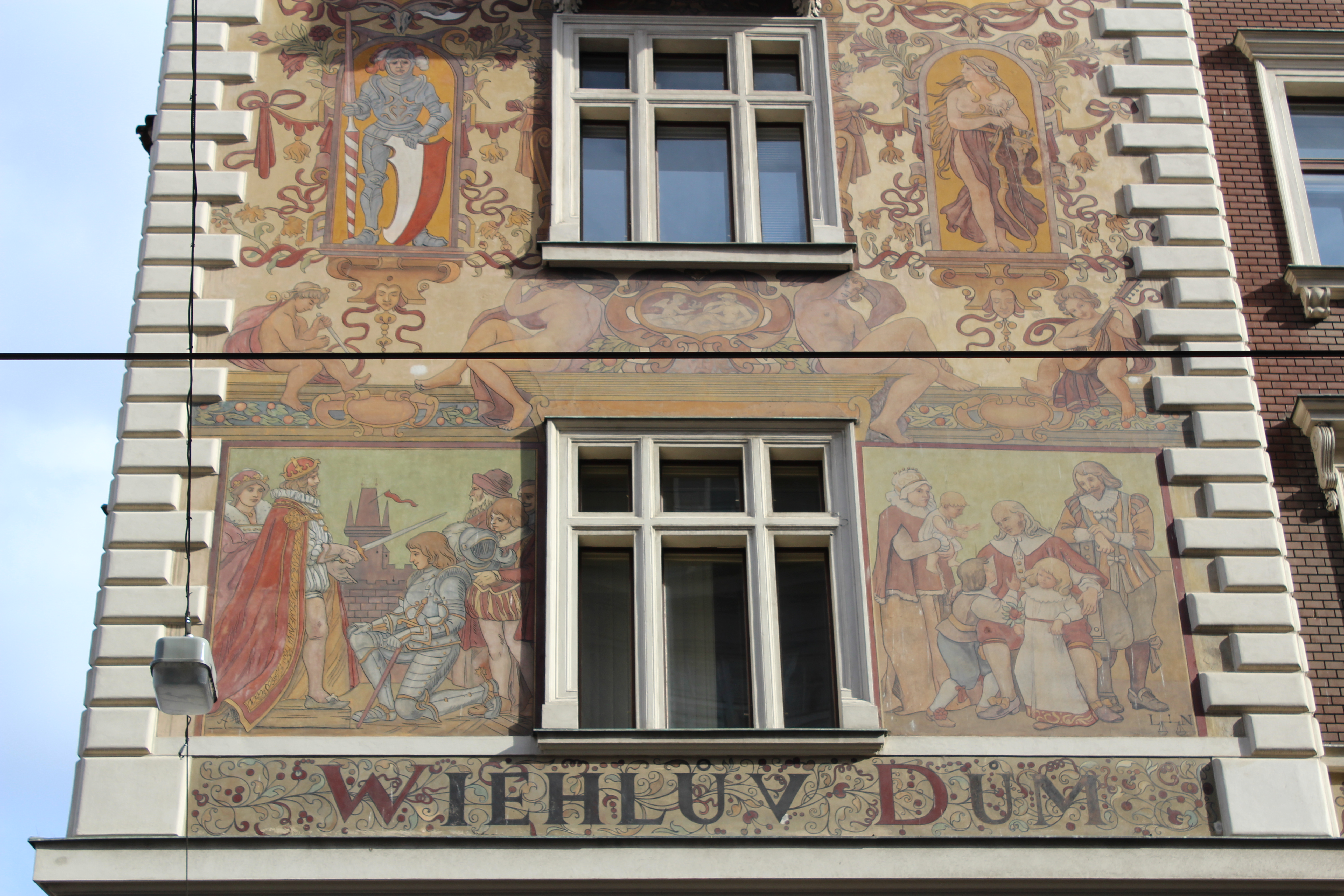
Alšovy malby z Vodičkovy ulice. Měšťan obránce a Stařec s rodinou

Ústřední motiv malířské výzdoby tvoří dva cykly ze života měšťana. Ten je v duchu dobového představy ctností zobrazen jako kupec, vzdělanec a obránce svého města. Mikoláš Aleš téma zpracoval malbami šesti figur v polích nik třetího patra. Pod nimi ve druhém patře jsou namalovány významné scény z měšťanského života, které doplňují pořekadla v kartuších nad horními postavami.
Cyklus života má jako motto nápis „Život – pouť k Bohu“. První čtyři obrazy jsou (zleva doprava) vymalovány na fasádě Václavského náměstí a poslední dva (opět zleva doprava) jsou vymalovány na fasádě ve Vodičkově ulici.
- Sudička s dítětem a nápisem „Baba přede, Bůh jen nitku vede“ je umístěna nad scénou křtu
- student s nápisem „Strom, jak zroste, tak stojí“ je nad dítětem a učitelem, vybaveným glóbem, knihou, zbraněmi a koněm.
- Polonahá dívka s jablkem s nápisem „Máš mne – nedbáš, ztratíš – poznáš“ a obraz snoubenců
- Měšťan s nápisem „Nám dobře – vám zle“ a pod ním obchodník s účty, pomocníkem a chlapcem s lodičkou.
- Na průčelí do Vodičkovy ulice je namalován rytíř s heslem „Neobráníš-li, nevyprosíš“ a k tomu scéna, jak král pasuje měšťana na rytíře
- Obraz stařec v rodinném kruhu jako symbol naplněného života a nad ním Morana s mementem „Proti Mořeně není kořene“.

Fasáda Wiehlova domu obsahuje ve své malířské výzdobě tradiční renesanční motivy. Z české národní tradice jsou zastoupena jako komentáře k obrazům lidová pořekadla, výjevy z historie a slovanská mytologie (Morana). Obraz lidského života ukazuje jako dobový ideál aktivního a úspěšného měšťana.

## Historie domu

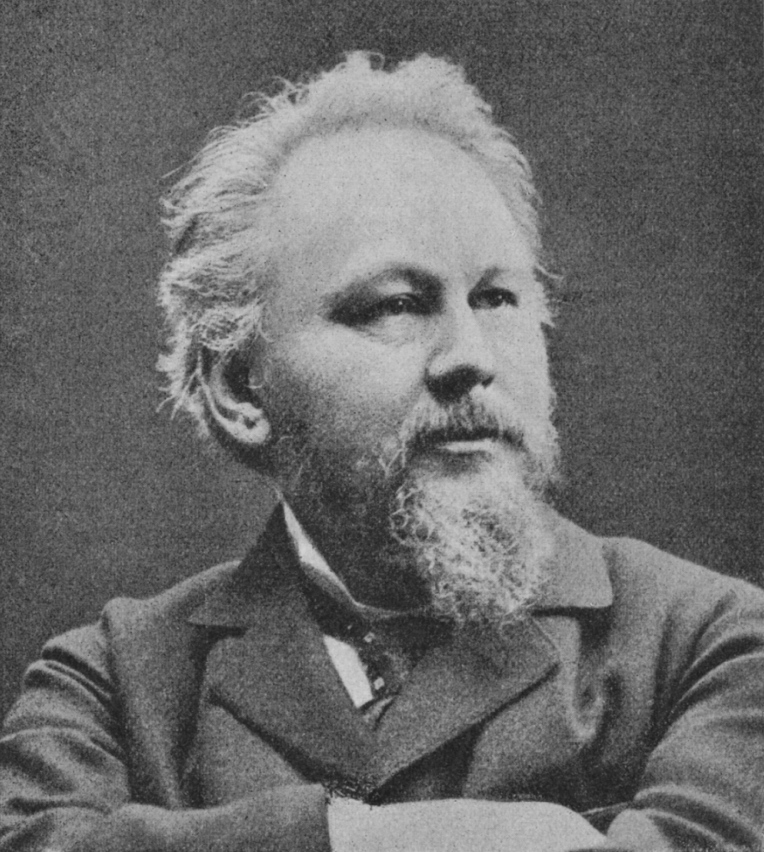
Antonín Wiehl – architekt, stavebník a mecenáš

Wiehl v novém domě bydlel od roku 1896 a zde měl také svou kancelář jako architekt a stavitel. V domě měl uloženy své rozsáhlé umělecké sbírky, knihovnu a další starožitnosti. V posledních letech života po ukončení aktivní stavitelské práce se zde věnoval utřídění svých sbírek a práci na podkladech pro Komisi pro soupis stavebních, uměleckých a historických památek královského hlavního města Prahy Připravoval i dokumenty pro svou závěť, podle které dům na Václavském náměstí odkázal České akademii věd a umění (kromě toho též své jmění na založení Národohospodářského ústavu, jehož návrh vypracoval.V tomto domě také Wiehl zemřel. Jeho mecenášský záměr se naplnil a dům je od jeho smrti v majetku České akademii věd a umění a jejích právních nástupců: po roce 1918 České akademie věd a umění (ČAVU) Československé akademie věd Československé a po roce 1992 Akademie věd České republiky V současné době je spravuje Středisko společných činností AV ČR, v. v. i. Sídlí zde nakladatelství Akademie věd ČR Academia, které má v přízemí a v 1. patře reprezentativní knihkupectví odborné literatury. Pro svou architektonickou hodnotu byl Wiehlův dům s účinností k 3. květnu 1958 prohlášen za kulturní památku a je zapsán v Ústředním seznamu kulturních památek České republiky s číslem rejstříku 39967/1-1138.Ve dnech květnového povstání roku 1945 byl Wiehlův dům poškozen německým bombardováním Václavského náměstí a v 50. letech opraven. Malby na fasádách domu byly opakovaně restaurovány. Přízemí domu bylo upraveno v souvislosti s výstavbou podchodu na Václavském náměstí v letech 1967–1968, kdy v přízemí ve Vodičkově ulici bylo upraveno podloubí, ze kterého je dům schodištěm propojen s podchodem. Původní rustika přízemí (je viditelné její pokračování v 1. patře) byla nahrazena obklady z leštěného kamene. Následně v souvislosti se stavbou stanice Můstek trasy A pražského metra je dům tímto podchodem propojen se stanicí metra. Wiehlův dům je turistům a návštěvníkům Prahy prezentován jako významný turistický cíl. Na přízemí průčelí Václavského náměstí je umístěna informační deska.
V roce 2016 proběhla rozsáhlejší oprava domu (fasády, střechy, interiéry).

## Wiehlův dům v kontextu Wiehlovy neorenesance
Fasády staveb navržené Antonínem Wiehlem byly od 70. let přijímány veřejností i odborníky příznivě jako nový prvek ve výzdobě domů a v atmosféře pražských ulic. Wiehl na výzdobě domů postupně precizoval svoje pojetí české novorenesance. Wiehlův dům je desátým nájemním domem, který Wiehl v Praze navrhl.  Na jeho návrzích domů lze pozorovat dva směry: první směr jsou domy s výzdobou fasád tvořenou kombinaci režného zdiva, sgrafit a renesančních štítů (nebo lunetové římsy). Wiehlův dům patří do druhé skupiny, kde na celé fasádě dominuje malba a sgrafita. Wiehl v projektu vymezil plochu pro sgrafita a vlastní návrhy výzdoby zpracoval v kartonech malíř Mikoláš Aleš, který s Wiehlem v sedmdesátých a osmdesátých letech spolupracoval na výzdobě řady domů (např. Dům čp. 1682 Na Poříčí, Staroměstská vodárna). Vrcholem této spolupráce jsou bezesporu Alšovy alegorie na monumentální výzdobě Wiehlova domu. Ornamentální sgrafita, která se na pražských fasádách začala objevovat od 70. let zejména Wiehlovou zásluhou, architekt svěřil Josefu Fantovi.Wiehlův kolega architekt Jan Koula Wiehlovo úsilí definoval v roce 1883 ve Zprávách Spolku architektů jako „výklad o vývoji a stylu A. Wiehla“ „...Wiehl bojuje o nové vyjádření architektonické na základě vzorů, pro Prahu a Čechy XVI. a XVII. století typických a ukázal k nim po prvé, když postavil svůj ‚grafitový domek‘ v Poštovské ulici. Od té doby pilně sbíral památky naší renesance, studoval je a kde mu bylo možno, hleděl jich užíti na svých stavbách. Wiehlovým přičiněním mluví se o ‚české renesanci‘; cítíme oprávněnost tohoto názvu, ale nikdo dosud nestanovil přesně, v čem ráz těch staveb záleží...“ 

## Wiehlův odkaz

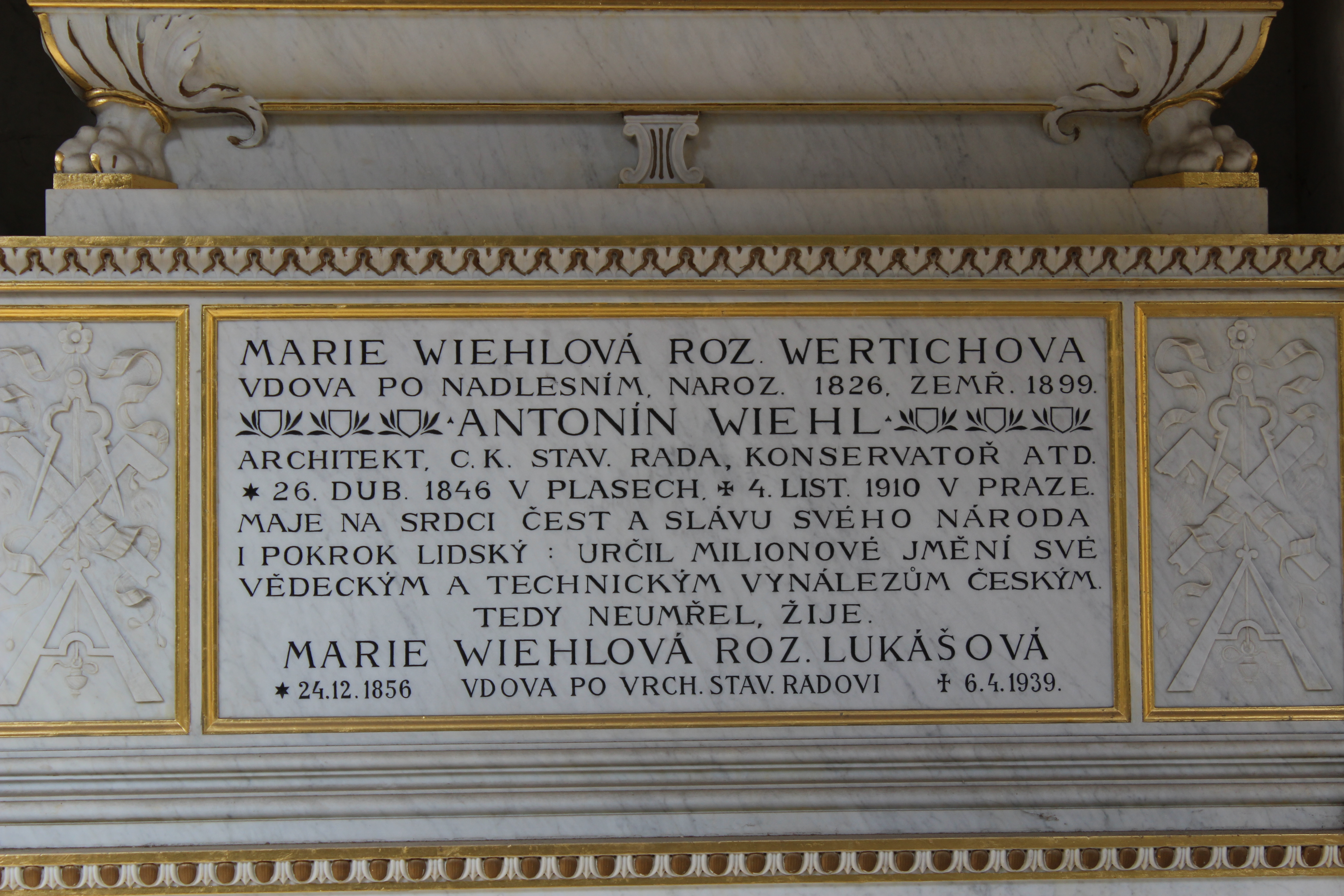
Hrobka Antonína Wiehla v arkádách Vyšehradského hřbitova

Wiehl po sobě zanechal několik desítek novorenesančních staveb, z nichž naprostá většina byla
prohlášena za kulturní památku.Ovlivnil široký okruh mladších architektů. (Název Wiehlův dům se užívá i pro dům, který si postavil v letech 1879–1880 podle Wiehlova návrhu jeho bratr Julius Wiehl ve Slaném). a je zapsán v Ústředním seznamu kulturních památek). Svému neokázalému vlastenectví zůstal věrný i ve své poslední vůli.
Wiehl dům na Václavském náměstí odkázal ve své závěti České akademii věd a umění.a podle přání Wiehla slouží od jeho smrti jako majetek Akademie věd České republiky potřebám nakladatelství Academia. Návštěvníkům nakladatelství a knihkupectví to v přízemí Wiehlova domu připomíná pamětní deska:
C. K. STAVEBNÍ RADA ARCHITEKT / ANTONÍN WIEHL / A JEHO MANŽELKA / MARIE WIEHLOVÁ / ROD. LUKÁŠOVÁ / VĚNOVALI TENTO DŮM / I OSTATNÍ SVÉ JMĚNÍ / ČESKÉ AKADEMII CÍSAŘE / FRANTIŠKA JOSEFA PRO VĚDY / SLOVESNOST A UMĚNÍ, / ABY Z NĚHO ZALOŽEN BYL / FOND ARCHITEKTA / ANT. WIEHLA A MANŽELKY / JEHO MARIE K POVZBUZOVÁNÍ / VĚDECKÝCH OBJEVŮ / A TECHNICKÝCH VYNÁLEZŮ.
Pamětní deska Wiehlova domu
Stejně velkoryse obdaroval i další české instituce ve vědě, vzdělávání a umění. Nápis na Wiehlově hrobce v arkádách Vyšehradského hřbitova věrně vystihuje význam a rozsah jeho podpory české vědy, vzdělávání a umění: ...maje na srdci čest a slávu svého národa i pokrok lidský určil milionové jmění své vědeckým a technickým vynálezům českým tedy neumřel, žije....

## Galerie Wiehlův dům

### Celkové pohledy na Wiehlův dům

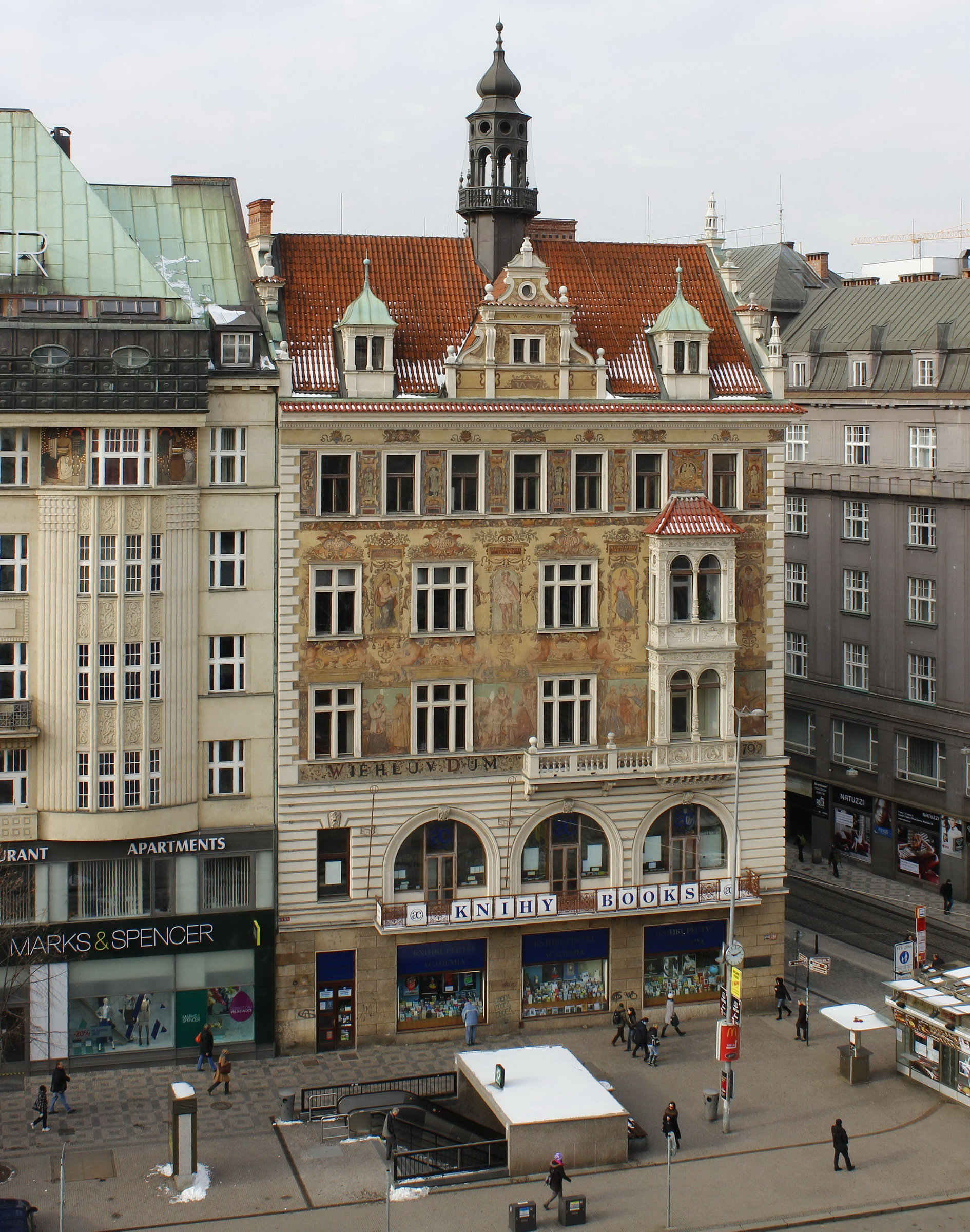
Wiehlův dům
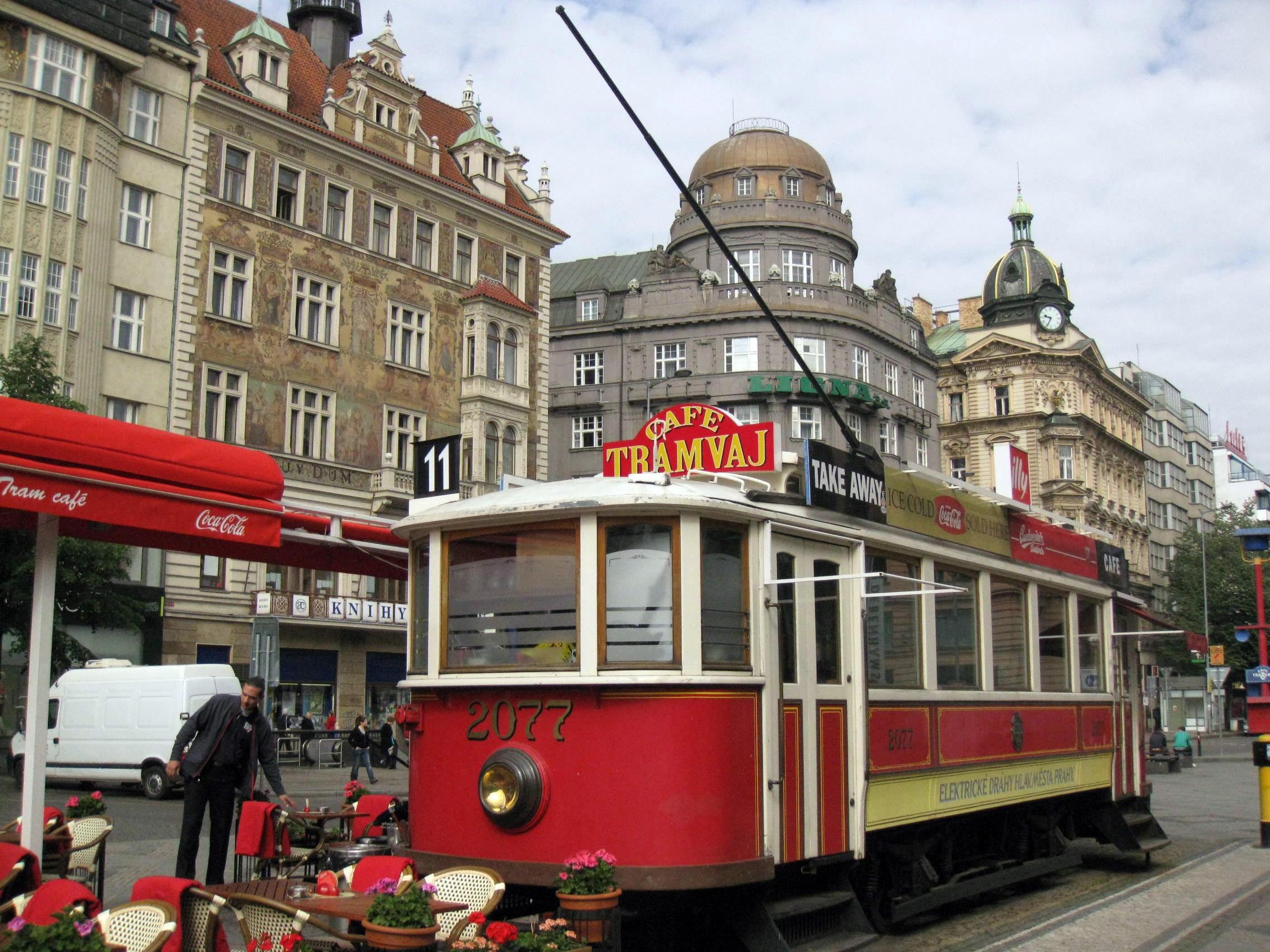
Pohled od Cafe Tramvaj
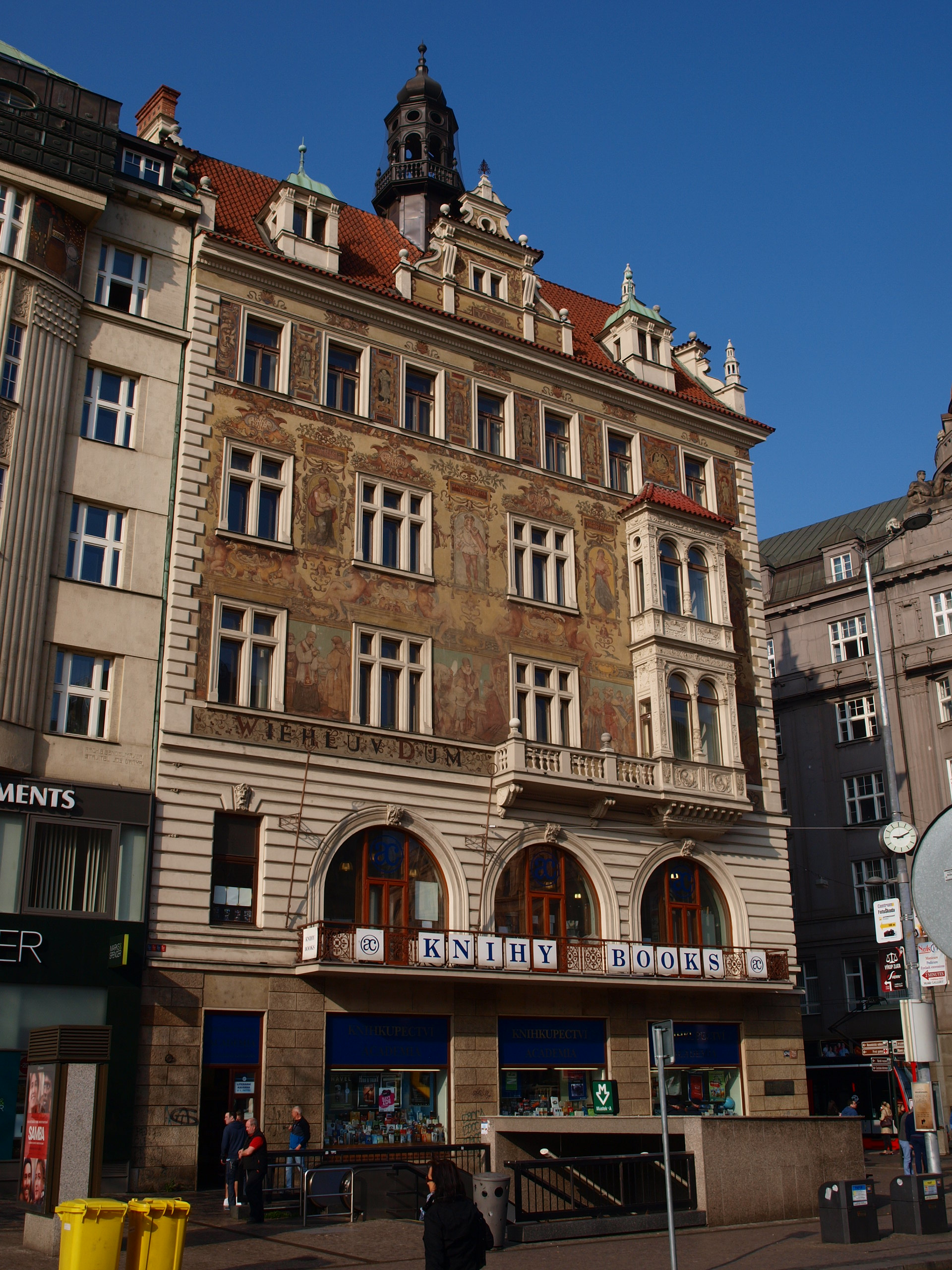
Wiehlův dům diagonálně ze středu Václavského náměstí
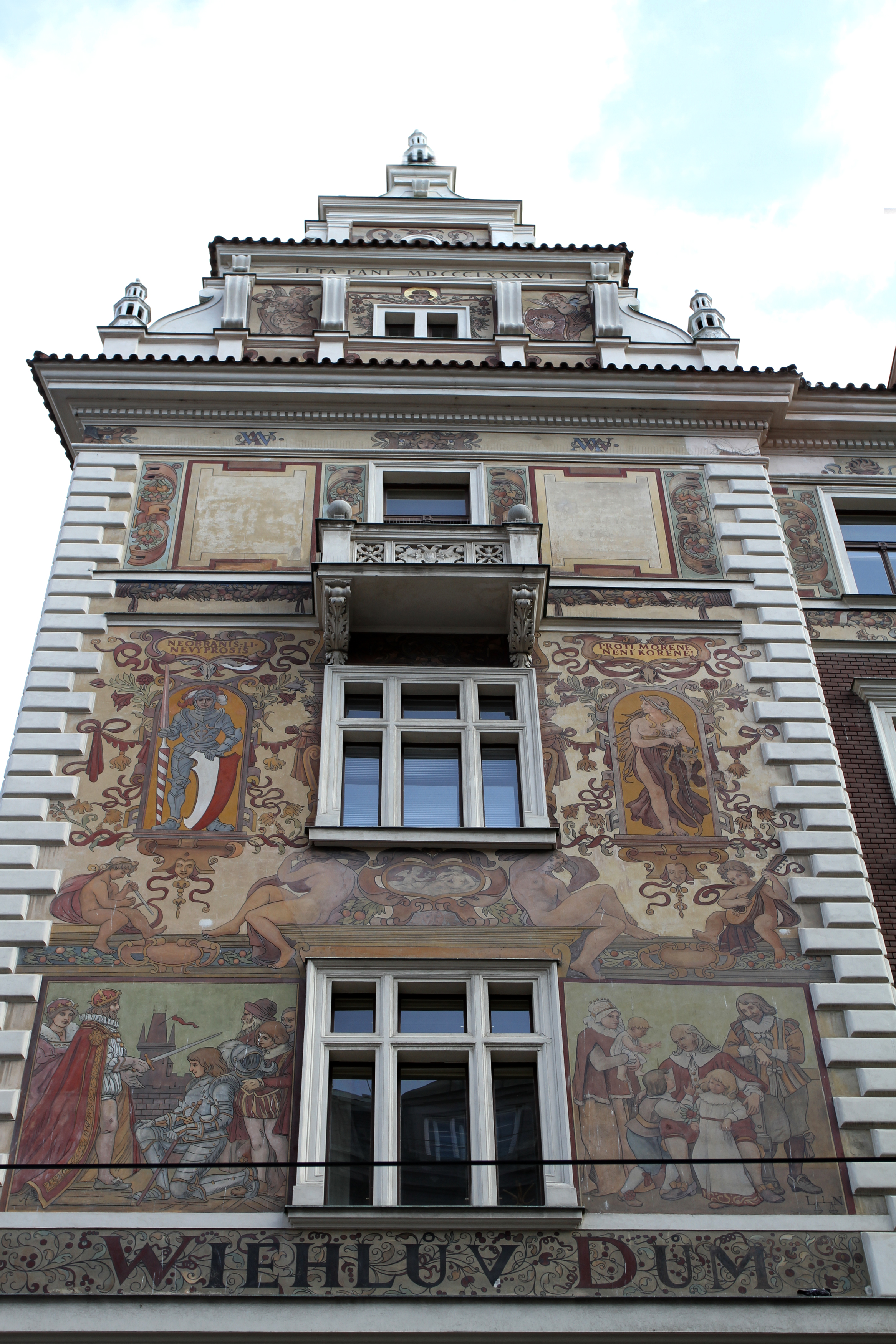
Wiehlův dům (Praha)
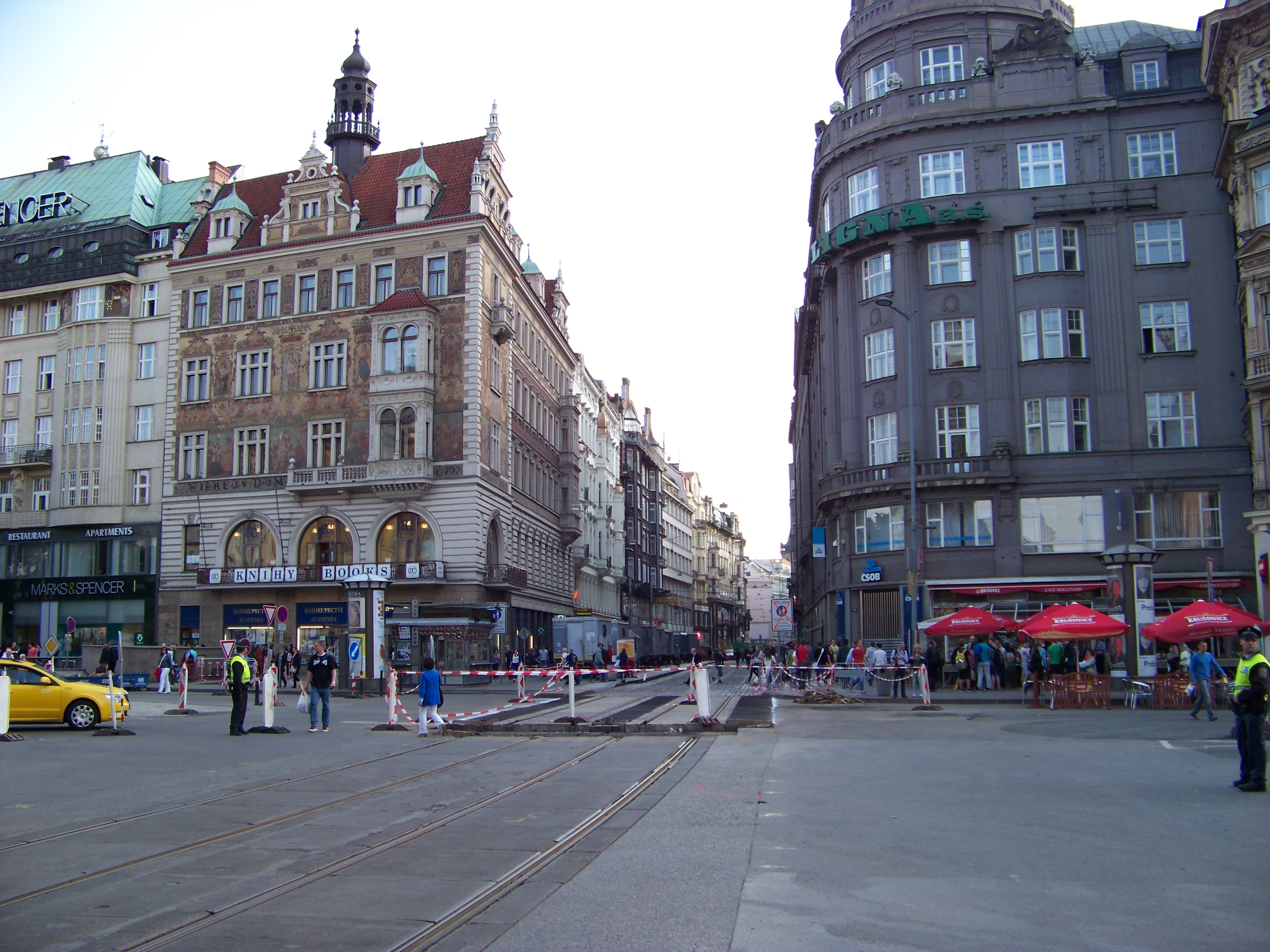
Wiehlův dům z křižovatky Václavského nám. a Vodičkovy

### Detaily Wiehlova domu

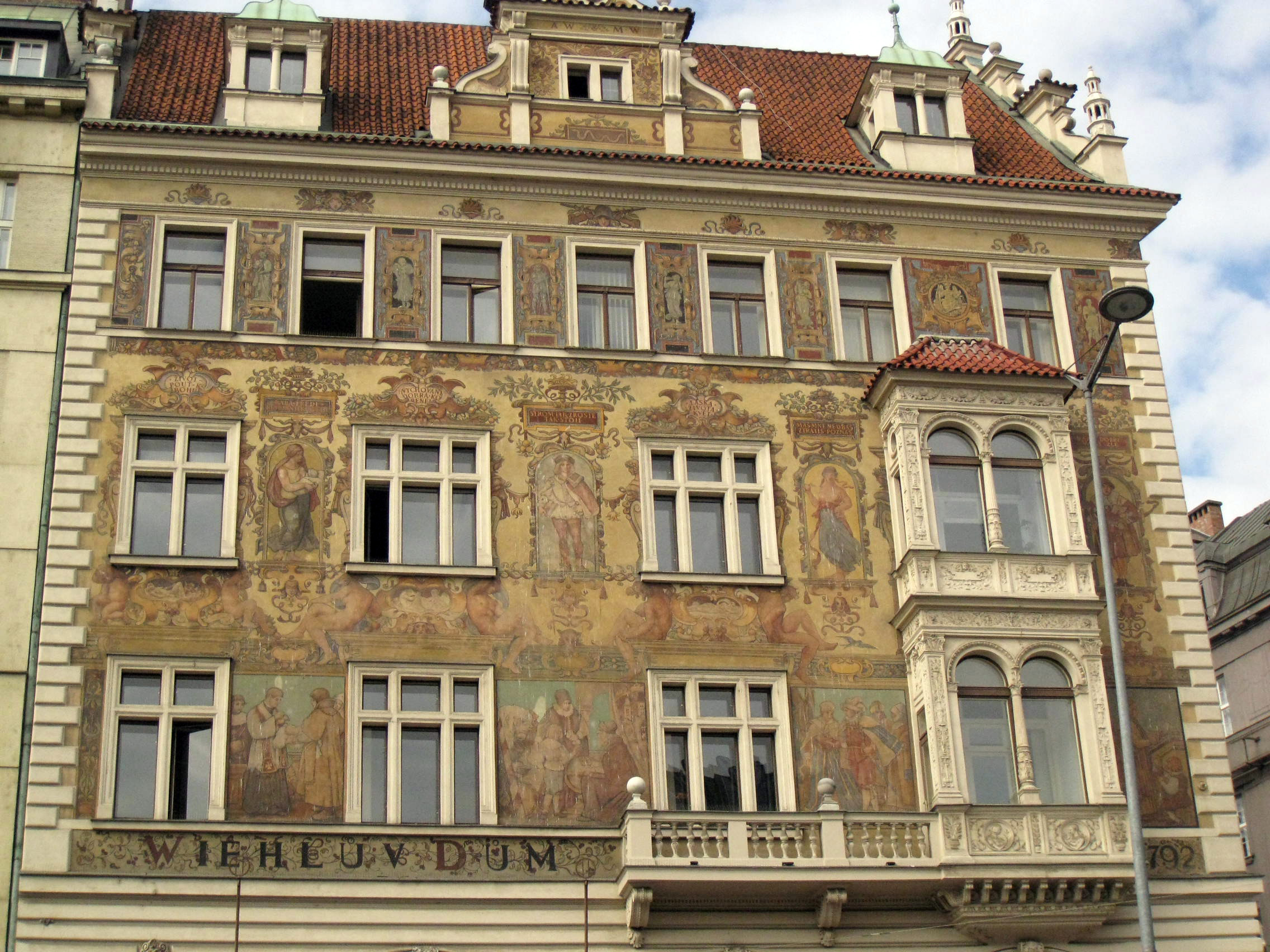
Wiehlův dům z Václavského náměstí
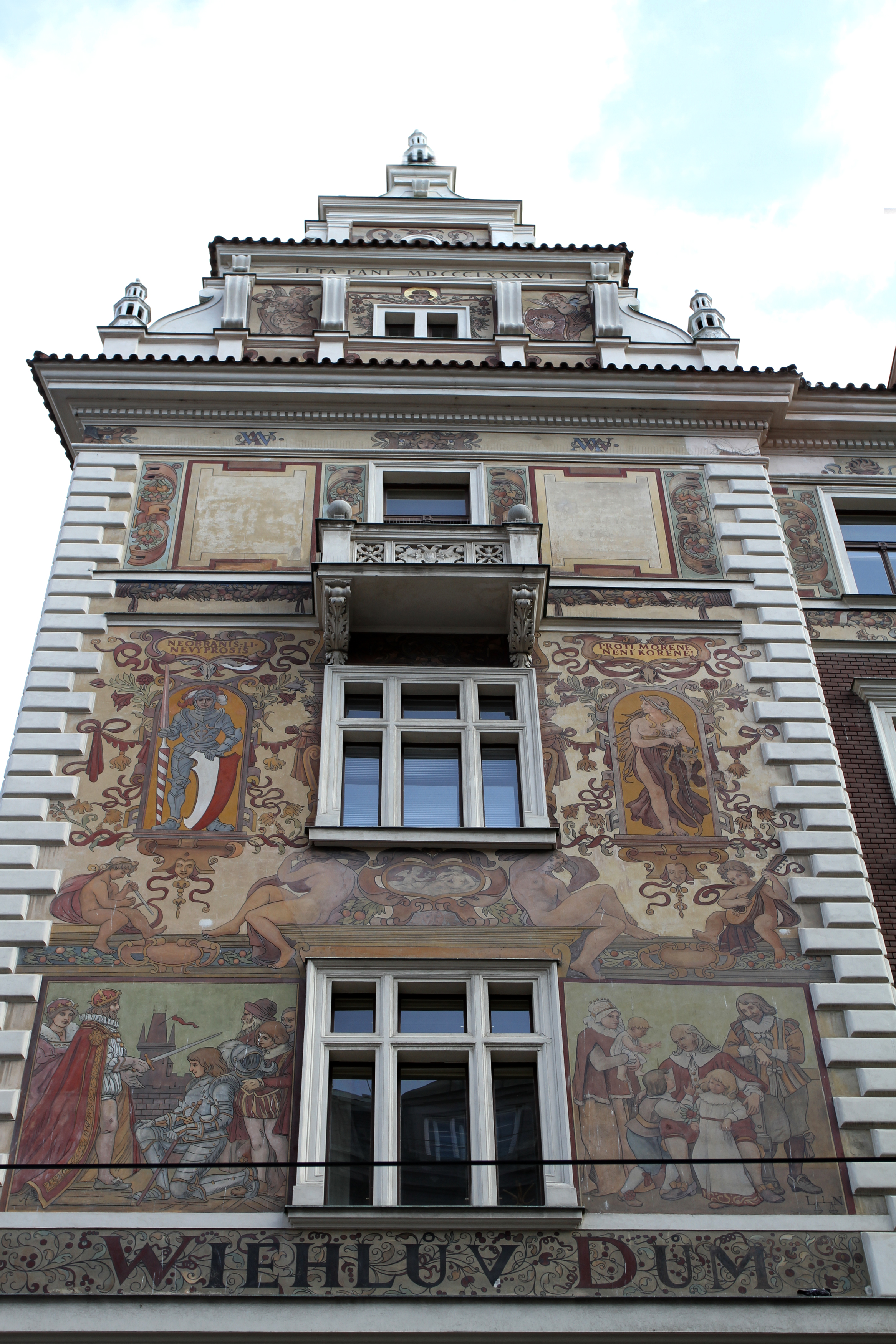
Wiehlův dům
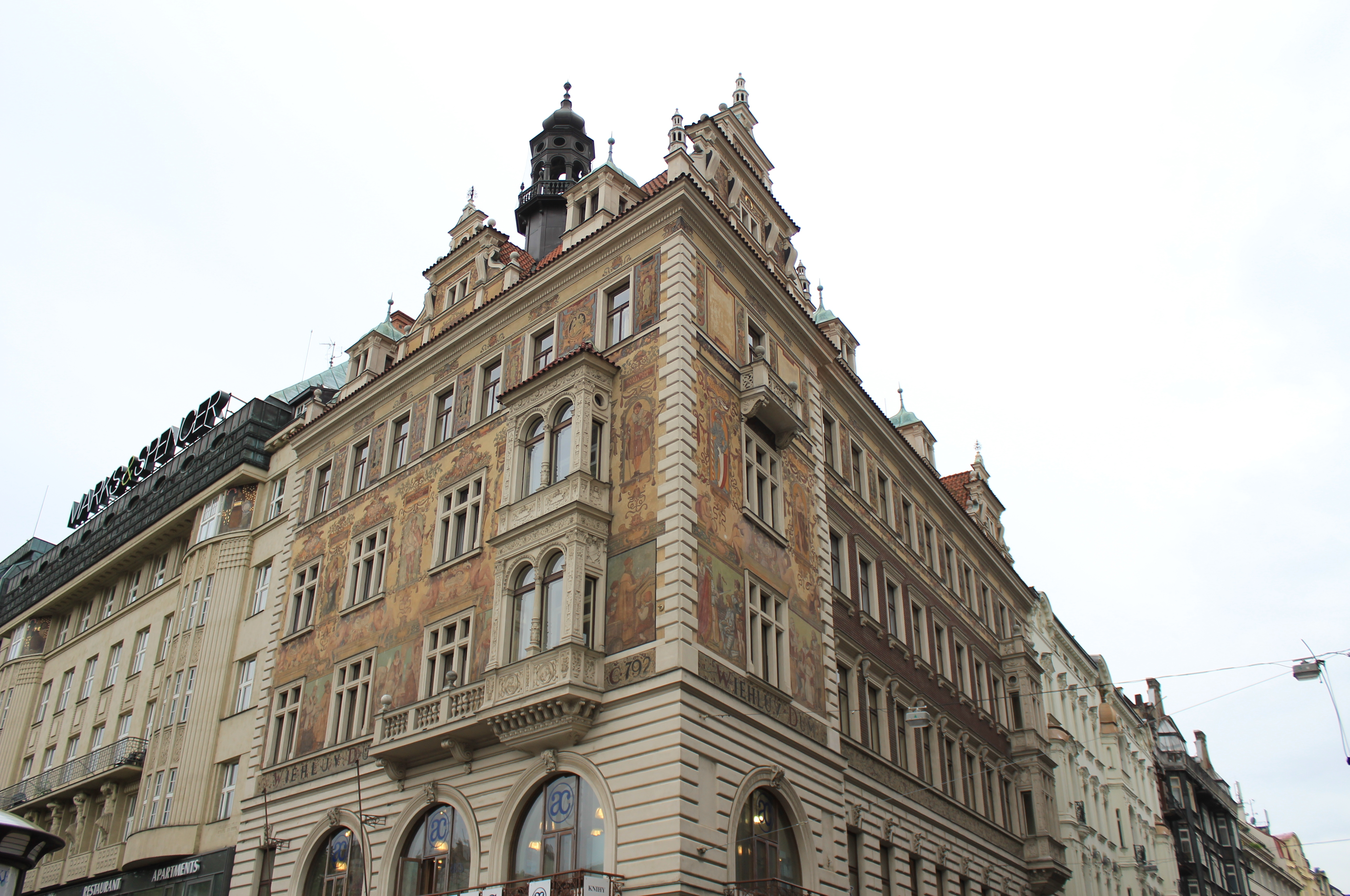
Detail nárožního rizalitu 2.–4. patra, lodžií na průčelí do Václavskéjo náměstí, Alšových fresek a bosáže